# 比莉·凱
潔西卡·麥凱（英語：Jessica McKay，1989年6月23日—）是澳大利亞職業摔角選手。她以在世界摔角娛樂時期而聞名，並以「比莉·凱」（Billie Kay）為擂台名稱，曾與佩頓·羅伊斯組成標誌雙子雙打團隊。
2007年6月，凱在職業摔角聯盟（PWA）進行其職業生涯的首場比賽， 一年後，她在職業摔角女子聯盟的宣傳活動中首次亮相，並在那裡贏得兩次PWWA冠軍。之後數年，她開始在美國獨立巡迴賽上爭奪晉升的機會，尤其是在微光女運動員身上。

## 早期生活
麥凱首次接觸摔角是在10歲時與哥哥一起觀看摔角比賽，之後她參加在澳大利亞雪梨舉行的職業摔角聯盟，並開始自己的職業摔角生涯。 在成為摔角選手之前，麥凱擅長的是籃球。 她與同樣是摔角選手的佩頓·羅伊斯一起就讀同一所中學（韋斯菲爾茲體育高校）。

## 職業摔角生涯

### 澳大利亞職業摔角聯盟（2007–2015）
麥凱接受了麥迪遜·伊格爾斯的培訓。 她於2007年6月23日，也就是她的十八歲生日上首次亮相，擊敗了伊格爾斯和歐若拉（Aurora），並以她的本名潔西·麥凱（Jessie McKay）作為擂台名。
2008年8月2日，麥凱擊敗衛冕冠軍凱利·史凱特首次贏得PWWA冠軍。 她在11月8日擊敗泰尼爾·道施伍德成功衛冕了冠軍。11月22日她輸給了潘妮·連恩（Penni Lane）讓出了冠軍頭銜。之後連恩因為受傷而讓出了頭銜，麥凱在2009年9月14日對上凱利·史凱特、史威（Sway）和夏扎·麥肯齊（Shazza McKenzie）的四人比賽中第二次贏得PWWA冠軍。麥凱在2010年3月和2010年5月對KC·卡西迪和麥迪遜·伊格爾斯進行了兩次成功的冠軍衛冕，但在2010年6月11日輸給了伊格爾斯讓出了冠軍頭銜。
2011年9月麥凱未能贏得與麥迪遜·伊格爾斯和妮可·馬修爭奪微光冠軍的三人比賽。 2012年8月，在臨時為PWWA冠軍加冕的比賽中，她被埃維擊敗。

### 微光女運動員（2008–2015）
2008年10月開始在美國全女子的摔角聯盟微光女運動員摔角，首次登場是在第21卷的比賽中，與麥迪遜·伊格爾斯組成了雙打團隊爭奪首屆的微光雙打冠軍， 但最終未能獲勝。麥凱首次以單打選手的身份登場是在第24卷的比賽中，她在這場比賽輸給了凱利·史凱特。
在2010年9月的第33卷上，麥凱在當年4月的第30卷上輸給了馬修之後， 擊敗了妮可·馬修。在第34卷與浜田文子和莎拉·德爾·雷伊的三人比賽中，藉由壓制前任微光冠軍德爾·雷伊（Sara Del Rey） 的方式，贏得了這場比賽。在2010年9月的第35卷上，麥凱獲得了挑戰微光冠軍的機會，對手是她的教練和前雙打搭檔麥迪遜·伊格爾斯，但未能獲勝。
在爭奪冠軍失敗後，麥凱繼續與妮可·馬修爭執。在第36卷中，麥凱與泰尼爾·道施伍德合作，挑戰微光雙打冠軍加拿大忍者（馬修與波蒂亞·佩雷斯），但輸掉了這場比賽。 而在第38卷的比賽中，她與賽瑞娜·蒂合作擊敗了加拿大忍者。 麥凱在2011年3月第39卷的三戰兩勝制的比賽中與馬修斯對決，最終以失利而告終。
在2012年3月第45卷的比賽中，擊敗了米亞·嚴，第46卷擊敗了前微光冠軍馬斯奇夫，麥凱又獲得了一次挑戰冠軍的機會，但在第47卷輸給了衛冕冠軍切爾萊德·梅麗莎。在2013年4月的第53卷中，麥凱在麥迪遜·伊格爾斯的回歸賽中被伊格爾斯擊敗。在第57卷中，凱擊敗了梅賽德斯·馬丁尼茲。

### 其他晉升（2008–2015）
除了在微光爭取晉升的機會之外，麥凱也在美國其他的摔角團體摔角，包括2008年的“戰鬥區摔角”（CZW）和“榮譽擂台”（ROH），和2011年的力（職業摔角）。

### WWE

#### NXT時期（2015–2018）

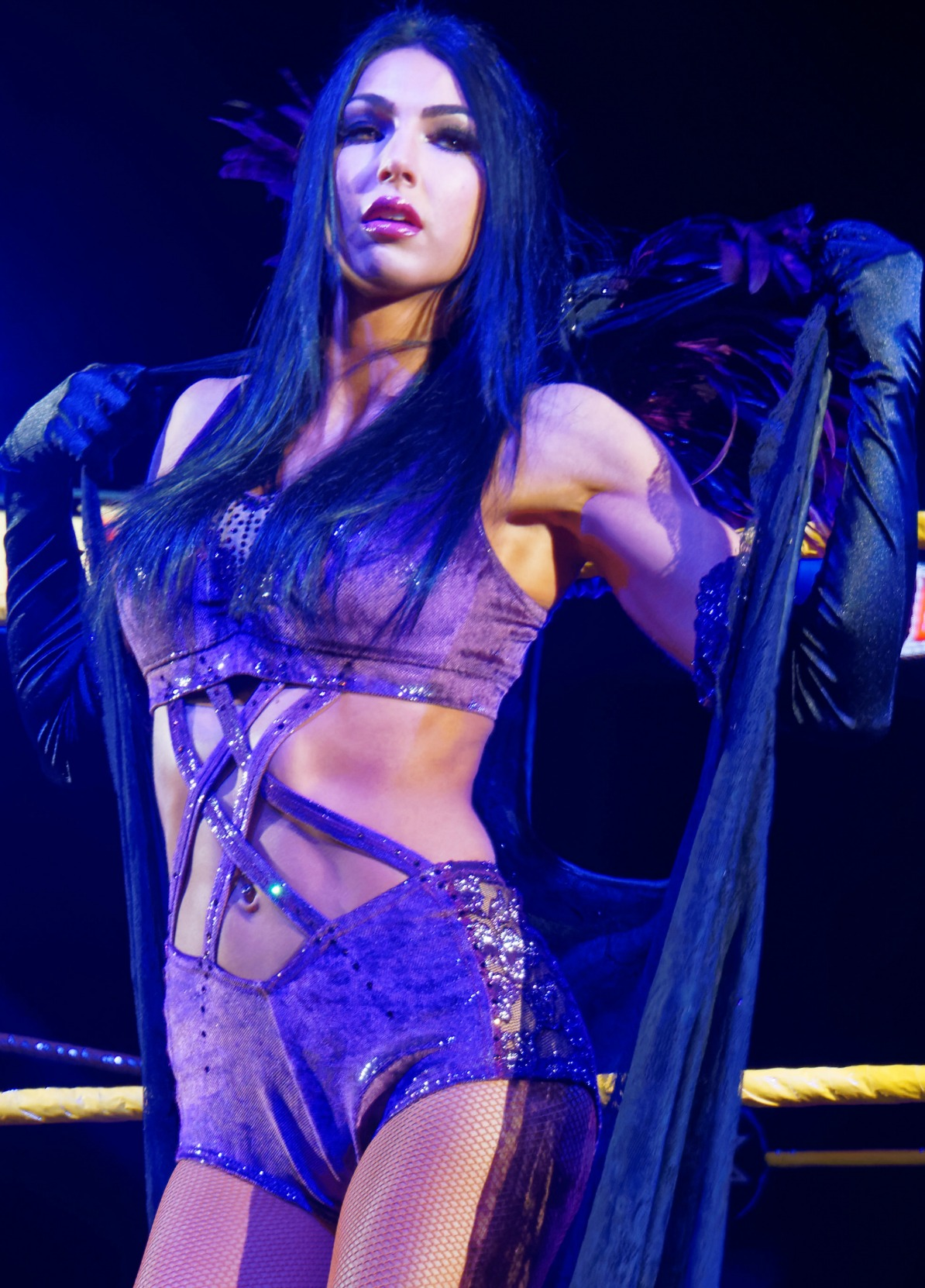
凱於2016年4月所舉辦的摔角狂熱摔迷零距離活動的比賽前登場

麥凱在2014年8月接受了WWE的試用，並於2015年4月13日成為NXT培訓生。麥凱於6月10日在有電視轉播的NXT上以潔西（Jessie）的擂台名進行了首次亮相。8月7日，她獲得了新的擂台名比莉·凱（Billie Kay）。在以正派角色參加大部分的NXT比賽後，凱在10月21日的NXT首次以反派角色參加比賽，輸給了華名。到2015年年底，在多個NXT現場直播活動中，凱開始由摔角選手西爾維斯特·萊福特擔任其經紀人，然而，在萊福特於2016年2月被解約後，這一持續時間並不長。
在2016年1月13日的NXT上，凱參加了決定NXT女子冠軍的頭號挑戰者比賽，最終由卡梅拉獲勝。6月30日凱於SmackDown首次亮相。凱最終在7月27日回到NXT，在那裡她擊敗了山塔那·嘉瑞特，取得了現場直播的首場勝利。8月17日在要求NXT總經理威廉·瑞格後，她獲得了挑戰埃伯·穆的資格。在8月20日的活動中，凱被穆擊敗。在9月21日的NXT中，她擊敗了阿莉婭。十月份，凱與佩頓·羅伊斯結盟，後來與麗芙·摩根發生了爭執，兩人在單打比賽中攻擊並擊敗了摩根。這導致了在NXT TakeOver：多倫多上由6名女子組成的三對三團隊比賽，最終阿莉婭、埃伯·穆和摩根擊敗了凱、羅伊斯和他們的搭檔索尼婭·德維爾。在12月底，凱和羅伊斯與NXT女子冠軍華名發生爭執，這導致了在2017年1月28日舉行的NXT TakeOver：聖安東尼奧的一場危機四伏戰，其中還包括妮基·克羅斯，最終凱和羅伊斯都未能獲得女子冠軍。

#### 標誌雙子時期（2018–2020）

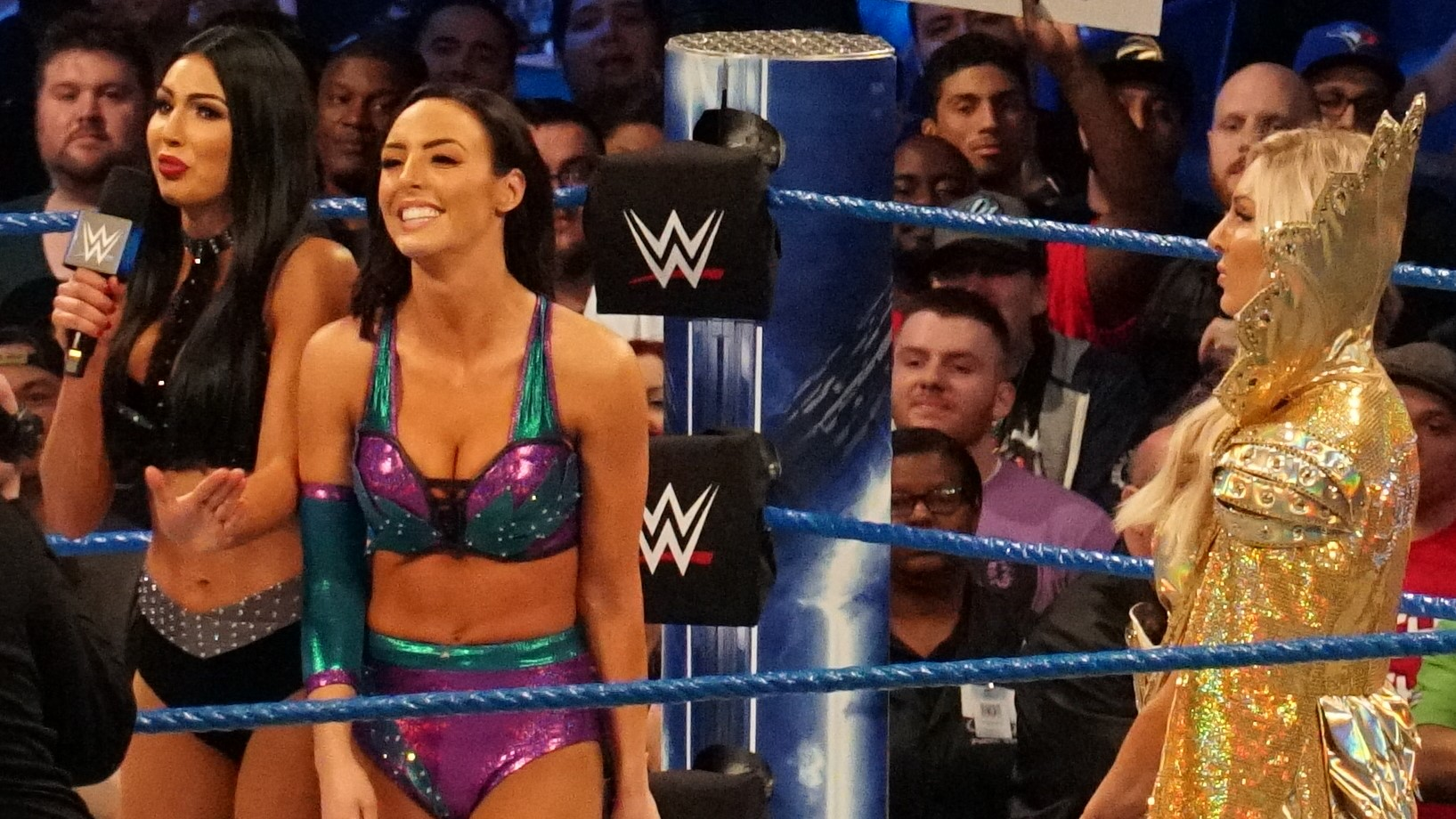
標誌雙子打斷夏洛特·福萊爾的談話於SmackDown首次亮相

凱和羅伊斯（現在被稱為標誌雙子）於2018年4月10日在SmackDown LIVE首次亮相，打斷了SmackDown 女子冠軍夏洛特·福萊爾的談話並攻擊了夏洛特。一周後，凱輸給了夏洛特。而標誌雙子在SmackDown的首場雙打比賽，就贏了華名和貝基·林奇。在接下來的幾個月，凱參加了各種單打和雙打比賽，但都未能獲勝。8月，標誌雙子與娜奧米發生了爭執，兩人在單打比賽中擊敗了她。最終，娜奧米與華名聯手，但在10月6日於凱的家鄉澳大利亞舉行的WWE超級攤牌中敗給了標誌雙子。三個星期後，凱和羅伊斯都參加了WWE的第一個全女性付費收看節目“Evolution”，爭奪未來挑戰女子冠軍的機會，但成為最先被淘汰的兩人。
2019年1月27日，凱和羅伊斯分別參加了他們的第一場皇家大戰，分別是第7個和第9個進場，他們設法淘汰了妮基·克羅斯，隨後被蕾西·伊凡斯淘汰。在2月17日的行刑室鐵籠戰上，標誌雙子參加了首屆爭奪WWE女子雙打冠軍的行刑室鐵籠雙打賽，最終由薩莎·班克斯和貝莉 (摔角手)獲勝。3月，標誌雙子與班克斯和貝莉發生了爭執，她們在一場無關頭銜的比賽中贏得了這場比賽。由於她們的勝利，她們（和另外兩組雙打團隊）獲得了在摔角狂熱35上挑戰班克斯和貝莉的機會。 在4月7日舉行的摔角狂熱危機四伏戰上，凱成功壓制貝莉，讓標誌雙子贏得這場比賽，首次贏得女子雙打冠軍。 在8月5日的Raw上，標誌雙子在危機四伏戰中輸給了阿歷薩·布利斯和妮基·克羅斯，讓出了冠軍頭銜。她們於2020年5月11日的Raw回歸，與布利斯和克羅斯進行了一場無關頭銜賽，並獲得了勝利。在接下來的一周，她們獲得了挑戰冠軍頭銜的機會，在比賽中她們被擊敗。

## 冠軍經歷及成就
- 職業摔角女子聯盟（英语：Pro Wrestling Women's Alliance）
  - PWWA冠軍（二次）[8][9]
- 職業摔角畫報
  - 在2012年前50名女性摔角選手中排名第34名[28]
- 運動畫刊
  - 在2018年前30名女性摔角選手中排名第25名 [29]
- 世界摔角娛樂
  - WWE女子雙打冠軍（一次）– 與佩頓·羅伊斯
  - NXT年終獎（英语：NXT Year-End Award）
    - 年度突破（2016年）[30] – 與佩頓·羅伊斯

## 外部連結
- 比莉·凱在WWE官方網站的介紹 （页面存档备份，存于）（英文）